# Юрос
Юрос — река в России, протекает по территории Терского района Мурманской области. Берёт своё начало из Верхнего Ондомозера и впадает в Среднее Ондомозеро. Длина реки — 2,5 км. Несмотря на незначительную длину реки она имеет значительную площадь водосбора благодаря Верхнему Ондомозеру. Высота устья — 162,6 м над уровнем моря, высота истока — 164,9 м над уровнем моря.

## Данные водного реестра
По данным государственного водного реестра России относится к Баренцево-Беломорскому бассейновому округу, водохозяйственный участок реки — реки бассейна Белого моря от западной границы бассейна реки Иоканга (мыс Святой Нос) до восточной границы бассейна реки Нива, без реки Поной, речной подбассейн реки — подбассейн отсутствует. Речной бассейн реки — бассейны рек Кольского полуострова и Карелии, впадает в Белое море.